# Вишневский, Лев Александрович
Лев Александрович Вишневский (17 (29) октября 1887, Москва — 1938) — математик, баллистик, профессор на кафедре внешней баллистики Томского государственного университета.

## Биография
Родился в городе Москва в 1887 году, в 1937 году проживал в г. Томске по ул. Спасской в доме 43 и работал директором НИИ математики и механики Томского государственного университета. Его арестовали в 1937 году. Во время следствия умер 9 ноября 1938 года. Был реабилитирован 12 июня 1989 года.

## Работы
- О некоторых вопросах теории функций бесконечного числа переменных // Записки математического кабинета Крымского университета. Симферополь, 1919. Т. 1;
- Ueber eine System linearer Gleichungen mit unendlichvielen Unbekannten // Записки математического кабинета Крымского университета. Симферополь, 1921. Т. 2;
- Совместно с Н. М. Крыловым. Sur l’extremum absolu dans le probleme simple du calcul de de variations // Записки математического кабинета Крымского университета. Симферополь, 1921. Т. 2;
- Sur l’application d’analyse de functions a une infinite des variables aux problems d’extremum // Записки математического кабинета Крымского университета. Симферополь, 1921. Т. 2;
- Ueber eine Minimalaufgable von Tschebychew // Записки математического кабинета Крымского университета. Симферополь, 1921. Т. 2;
- Метрическая система мер. Москва, 1925;
- Совместно с Н. М. Крыловым. О приложении одной теоремы C. Arzela к обобщению критерия Bendickson’a, касающегося равномерной сходимости последовательности функций // Университетские известия. Киев, 1928. Т. 3-4;
- Вариационное исчисление: Курс лекций, читанный на физико-математическом отделении профессором Л. А. Вишневским, составленный студентом Калабуховым. Томск, 1929;
- Выступление на съезде математиков: Труды Второго Всесоюзного математического съезда. Москва-Ленинград, 1935. Т. 1.

## Архивные источники
- Государственный архив Томской области (ГАТО). Ф. Р-815. Оп. 12. Д. 135, 1758;
- Приказ по ТГУ № 197 // Архив ТГУ;